# Longueville (Seine-et-Marne)

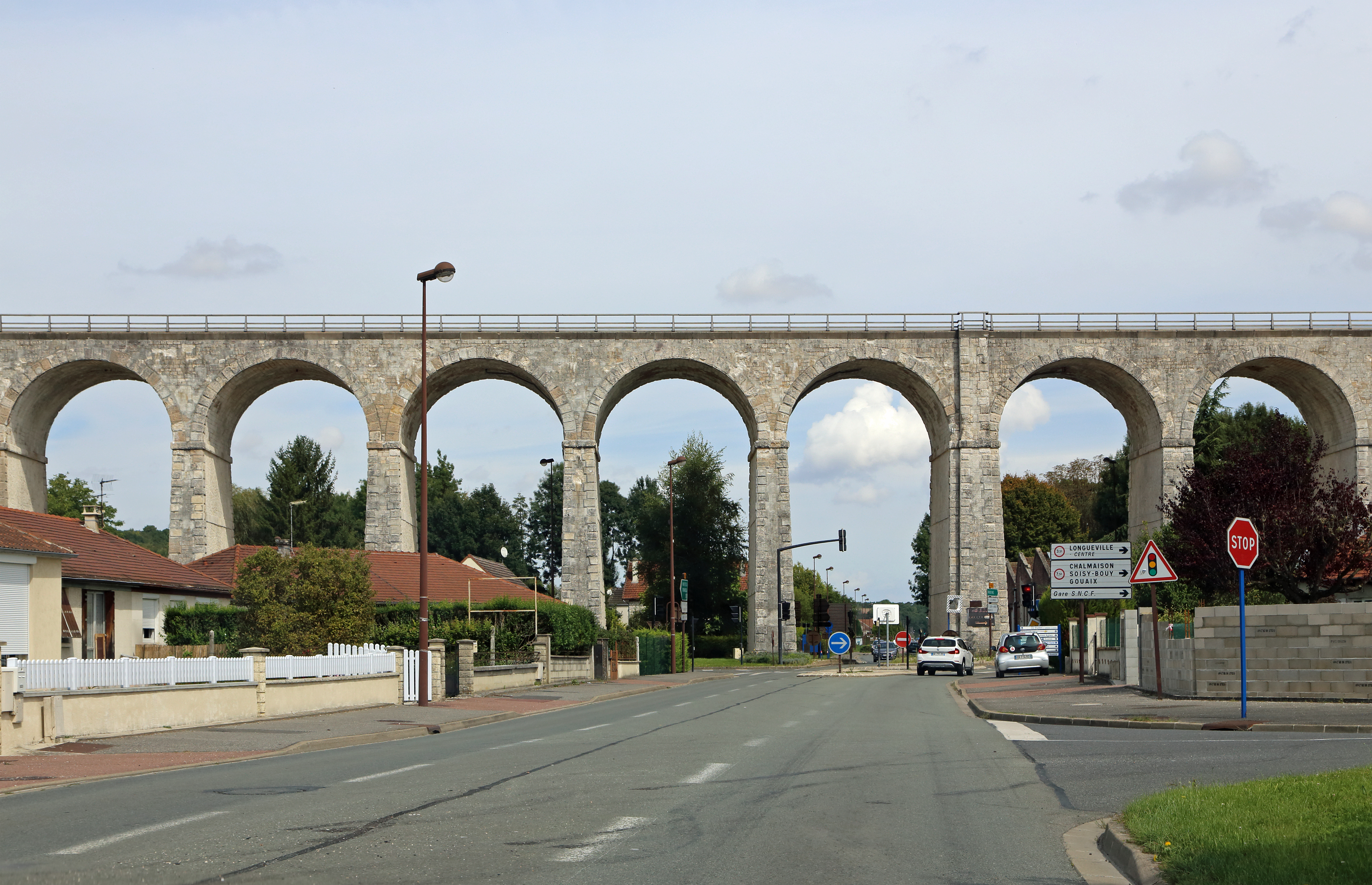
Het spoorviaduct van Longueville

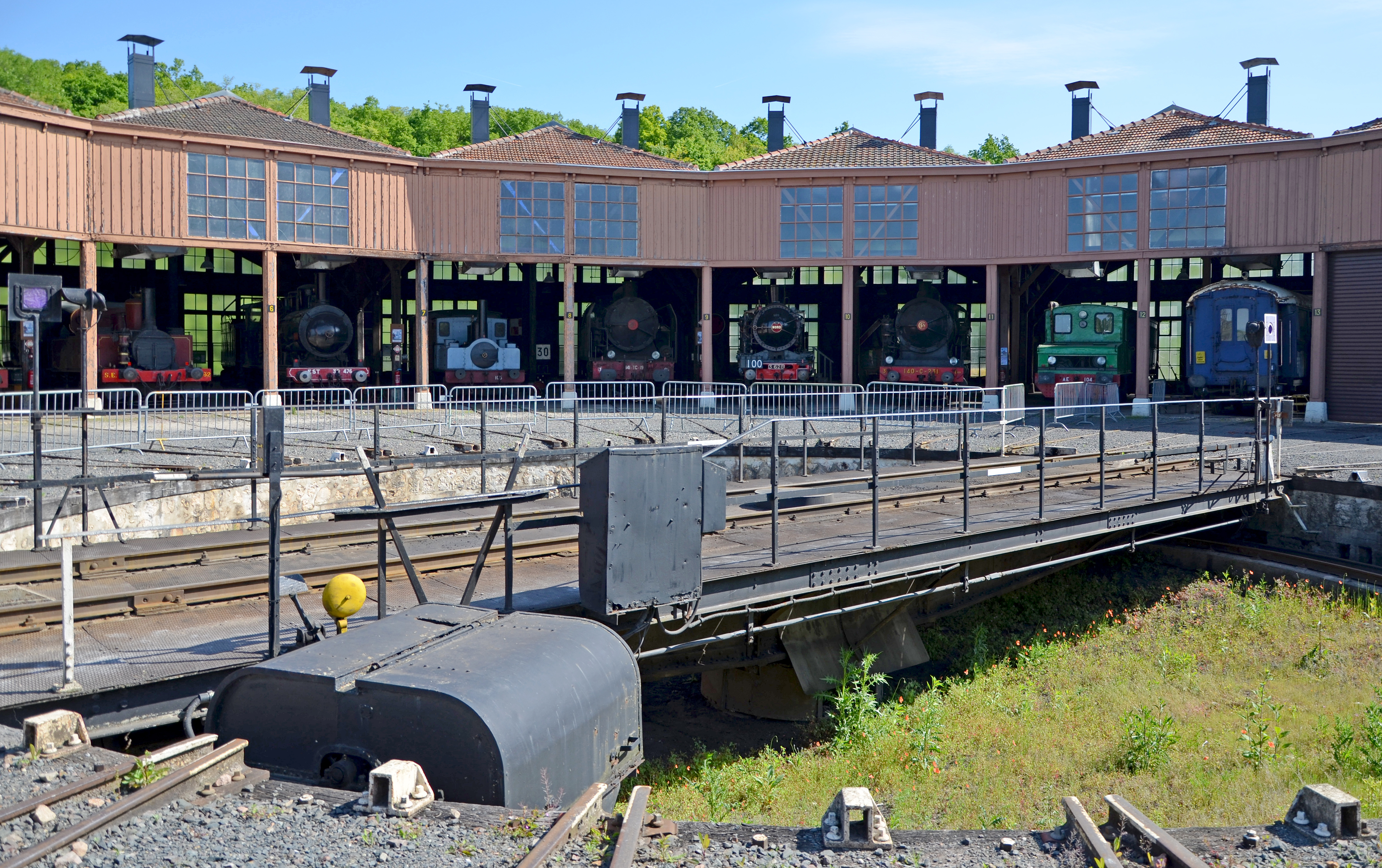
Locomotiefloods en draaischijf van het spoorwegmuseum

Longueville is een gemeente in het Franse departement Seine-et-Marne (regio Île-de-France) en telt 1638 inwoners (2005). De plaats maakt deel uit van het arrondissement Provins.

## Geografie
De oppervlakte van Longueville bedraagt 5,6 km², de bevolkingsdichtheid is 292,5 inwoners per km².
De onderstaande kaart toont de ligging van Longueville (Seine-et-Marne) met de belangrijkste infrastructuur en aangrenzende gemeenten.

## Demografie
Onderstaande figuur toont het verloop van het inwonertal (bron: INSEE-tellingen).

## Spoorviaduct
Het uitzicht van de gemeente wordt gedomineerd door een monumentaal spoorviaduct: het Viaduc de Besnard of Viaduc de Longueville. Dit werd in 1855-1857 gebouwd door de toenmalige spoorwegmaatschappij Compagnie des Chemins de fer de l'Est en is onderdeel van de spoorlijn van Paris-Est naar Mulhouse. Het bestaat uit 42 gemetselde bogen van baksteen en natuursteen, en is in totaal 387 meter lang. Het overspant de vallei van de Voulzy, een zijrivier van de Seine, en is tot 19,30 meter hoog (boven het laagste punt van de vallei). Vanwege de onstabiele venige ondergrond is het bouwwerk gefundeerd op een groot aantal ingeheide houten palen. Thans is het nog steeds in gebruik als spoorviaduct.

## Spoorwegmuseum
Even buiten het station van Longueville bevindt zich een voormalige spoorwegremise uit 1911 met een locomotiefloods en een draaischijf die nu een monumentenstatus hebben. Sinds 1971 houdt de vrijwilligersvereniging Ajecta er een spoorwegmuseum open: het Musée vivant du chemin de fer. Er is een verzameling oude stoom- en diesellocomotieven te zien, alsook merkwaardige en waardevolle historische wagons. Een aantal ervan is rijvaardig en wordt nog regelmatig gebruikt voor het organiseren van tochten op het Franse spoornet.